# Individualismo aperto
L'Individualismo aperto, o teoria dell'individualità aperta dell'identità personale, è un punto di vista filosofico secondo il quale esiste un solo soggetto, numericamente identico, che è lo stesso per tutti. Rappresenta una soluzione teoretica alla questione dell'identità personale.
Il termine originale in inglese "open individualism" è stato introdotto dal filosofo Daniel Kolak, per quanto idee simili siano espresse già nelle Upanishads, e furono proposte anche da Aristotele, Averroè e dagli averroisti latini come Sigieri di Brabante, con il nome di monopsichismo. Più recentemente la stessa idea è stata sostenuta anche da eminenti fisici come Freeman Dyson ed Erwin Schrödinger.